# ستارغيت أتلانتس (مسلسل)
ستارغيت أتلانتس (Stargate Atlantis) واختصاراً (SGA) وهو مسلسل أمريكي - كندي عسكري عن الخيال العلمي، المسلسل من تأليف براد رايت وروبرت كوبر، وهو تكمله لـ(Stargate SG-1) وهو من خمس مواسم وكل موسم به 20 حلقه واجمالي عدد الحلقات 100 حلقة، بدأ المسلسل في July 16, 2004 وانتهى في January 9, 2009.

## قصة ستارغيت أتلانتس
عندما يكتشف دانيل جاكسون عنوان الستارغيت في انتلانتس في مجرة بيغاسوس يقومون بإرسال بعثة من العلماء والأطباء والعسكريين إلى أتلانتس باستخدام الستارغيت الموصلة بـ(ZPM) مصدر الطاقة لأن الستارغيت تحتاج لطاقة ضخمة لفتح ثقب دودي مستقر للاتصال بمجرة أخرى، عندما يصل أفراد البعثة إلى أتلانتس تبدأ المدينة تلقائياً باستشعار قدومهم وتبدأ بالنهوض وتشغيل الأبواب والإضاءة والأجهزة الرئيسية ويجدون المدينة مهجورة وعندما ينظرون من النافذة يجدون أنفسهم في قاع المحيط والدروع تكاد تتوقف عن العمل لأن الطاقة تكاد تنفذ خصوصاً بعد استهلاكها المزيد من الطاقة عند وصول البعثة إلى أتلانتس ويجدون أنفسهم محاصرين في المدينة في قاع البحر، وعندما تكاد الدروع أن تتوقف عن العمل تفعل المدينة تلقائياً نظام الخطأ فترفع المدينة إلى سطح الماء.
وبعد ذلك يتبين لهم سبب مغادرة الإينشنتس (Ancients)أو القدماء أتلانتس قبل 10000 سنة، حيث كان الإينشنتس في حرب لأكثر من 100 عام مع الريث وهم جنس فضائي متقدم يتغذي على البشر حيث يقومون بمص طاقة الحياة عن طريق أيديهم، وكان عدد الريث في تزايد مستمر وعدد الإينشنتس قليل بالرغم من أن الإنشنتس متقدمون تكنولوجياً أكثر من الريث ولكن كلما يدمر الإينشنتس سفن للريث يعود الريث بعدد أكبر، ويحاصر الريث انتلانتس لمدة طويلة حتى ييأس الإينشنتس ويخفون اتلانتس ويعودون إلى الأرض على أمل أن يستطيعوا الرجوع إلى اتلانتس مستقبلاً .
ويذهب فريق لأحد الكواكب حتى يحصلوا على مؤونة عن طريق المبادلة ولكن يهاجم الريث الكوكب ويأسرون مجموعة من الفريق ثم يذهب فريق انقاذ ويقومون بإنقاذ أصدقائهم ويقتلون الملكة ولكن يستيقظ جميع الريث من السبات الاصطناعي.

## ستارغيت إكستينكشن
حسب قناة ساي فاي وجوزيف مالوتزي، تم بدأ العمل على أول فيلم ستارغيت حول يواصل قصة مسلسل ستارغيت: أتلانتس بعد أن ألغي في نهاية موسمه الخامس. ويتوقع أن تنتج أفلام أخرى إذ نجح الفيلم الأول. هناك بعض الإشاعات حول اسم الفيلم الذي سيكون ستارغيت: إكستينكشن. في مايو 2009، تم الانتهاء من نص الفيلم.

## روابط خارجية
- ستارغيت أتلانتس على موقع IMDb (الإنجليزية)
- ستارغيت أتلانتس على موقع ميتاكريتيك (الإنجليزية)
- ستارغيت أتلانتس على موقع روتن توميتوز (الإنجليزية)
- ستارغيت أتلانتس على موقع أول موفي (الإنجليزية)
- ستارغيت أتلانتس على موقع فيلمافينيتي (الإسبانية)
- ستارغيت أتلانتس على موقع كينوبويسك (الروسية)
- ستارغيت أتلانتس على موقع ألو سيني (الفرنسية)
- ستارغيت أتلانتس على موقع قاعدة بيانات الفيلم (الإنجليزية)